# Antonio Martínez Cobos
Antonio Martínez Cobos "el Cobijano" (Higuera la Real, Badajoz, 3 de febrero de 1930-Valencia, 6 de febrero de 2009) fue un novillero español, afincado en Valencia.

## Biografía
El Cobijano nació en la localidad extremeña de Higuera la Real, se trasladó a Ayamonte (Huelva) para luego establecerse definitivamente en Valencia a los 16 años. El 6 de abril de 1958 hizo su debut con picadores en Linares (Jaén), cortando dos orejas. Su exitoso debut le hizo cobrar fama y torear en numerosas plazas de toda España. En el año 1958 toreó en dieciséis novilladas. Se crearon varias peñas taurinas con su nombre en diferentes ciudades de la geografía española (Valencia, Jaén, etc.). El Cobijano compartió cartel con todos los toreros de su generación que más tarde llegaron a ser grandes figuras.
Su carrera como novillero se vio interrumpida por una grave cogida el 18 de octubre de 1959 en la plaza de toros de Valencia. Un novillo de Javier Molina cogió de gravedad al Cobijano en el quinto toro, de cuyas lesiones ya no se recuperaría. Después de un mes en el hospital, le tuvieron que amputar la pierna derecha debido a la gangrena, dando al traste con su carrera taurina. Se vio obligado a cancelar gran cantidad de novilladas en las que había sido contratado. 
Después de esta desgracia, el Ayuntamiento de Valencia, entonces comandado por Adolfo Rincón de Arellano, le concedió para que pudiese subsistir, un quiosco en la calle Xativa, junto a la plaza de toros, que regentó hasta su fallecimiento. A finales del año 1959 se organizó en Valencia una corrida benéfica en la que torearon las principales figuras del momento, Domingo Ortega, Luis Miguel Dominguín, Antonio Ordóñez, Julio Aparicio y Jaime Ostos. Con los fondos obtenidos se sufragó el quiosco, una prótesis para su pierna y hasta una pequeña finca en Gestalgar (Valencia), en donde crio toros bravos. 
En diciembre de 1959 se realizaron otras corridas benéficas para El Cobijano en la plaza de la Maestranza de Sevilla toreando El Litri y Manolo Vázquez y en la plaza de toros de Ayamonte donde torearon los matadores Pepe Luis Vázquez, Manolo Vázquez, José Julio, el rejoneador Salvador Guardiola y el novillero Curro Paya, con asistencia del propio Antonio "Cobijano".
En 1960 declaró a sus amigos y a la prensa su intención de volver a los ruedos con una prótesis en la pierna que se le había proporcionado en un hospital de Alemania. No obstante, debido a la dificultad, se vio obligado a desistir de su ilusión por volver a torear. Se casó el 29 de diciembre de 1962. En 1972 participa en un festival con becerros en la plaza de toros de Valencia, manifestando que se atrevería a torear en una novillada con picadores. Debido a su pierna y a su edad, ya no volvió a torear en un festejo oficial.
"El Cobijano" fundó una ganadería de reses bravas con sede en una finca en Gestalgar (Valencia), participando sus reses en distintas plazas de toros y festejos taurinos. En una etapa más breve, fue empresario de corridas de toros. Su emblemático quiosco, llamado "el Cobijano" fue el único establecimiento que tenía autorización para la reventa de entradas de la plaza de toros de Valencia.
Falleció a los 78 años víctima de un cáncer en el hospital del Puerto de Sagunto (Valencia). Después de su funeral, recibió una última vuelta al ruedo en la plaza de toros de Valencia, antes de su incineración en el cementerio general de Valencia.

## Enlaces
- Fallece a los 78 años Antonio Martínez «El Cobijano»
- Adiós a un referente en Valencia
- Antonio Martínez "Cobijano", herido gravísimamente en Valencia

- Datos: Q30242954